# Porella crispata
Porella crispata là một loài rêu tản trong họ Porellaceae. Loài này được (Hook.) Trevis. miêu tả khoa học lần đầu tiên năm 1877.